# Giovanni XVI di Alessandria
Papa Giovanni XVI o Abba Youannis XVI, noto anche come Giovanni Eltouki (in arabo يوأنس السادس عشر; Takh El-Nasara, ... – Egitto, 15 giugno 1718) è stato un vescovo cristiano orientale egiziano, 103º papa della Chiesa ortodossa copta.
Secondo una fonte succedette a Matteo IV ad aprile del 1675 e rimase fino a giugno del 1718. Morì il 10 paoni 1434 del calendario copto (15 giugno 1718).